# Краснослободське
Краснослобо́дське (рос. Краснослободское) — село у складі Слободо-Туринського району Свердловської області. Входить до складу Усть-Ніцинського сільського поселення.
Населення — 720 осіб (2010, 882 у 2002).
Національний склад населення станом на 2002 рік: росіяни — 96 %.